# Пенні Вонг
Пенні Вонг, Пенелопа Ін-Єн Вонг (народилася 5 листопада 1968) — австралійський політик, міністр закордонних справ і голова уряду в Сенаті в уряді Албанії з 2022 року. Член Австралійської лейбористської партії (ALP), вона була сенатором від Південної Австралії з 2002 року. Вонг раніше була міністром у справах зміни клімату та міністром фінансів і дерегуляції під час урядів прем'єр-міністрів Кевіна Радда та Джулії Гіллард з 2007 по 2013 рік.

## Життєпис
Вонг народилася в Кота-Кінабалу, провінція Сабах, Малайзія, в сім'ї китайця-малайзійця з міста Сандакан і англійки-австралійки з Аделаїди. Вонг здобула освіту в Шотландському коледжі до вступу в Аделаїдський університет, який закінчила зі ступенями бакалавра мистецтв і бакалавра права. Потім працювала юристом і політичним радником. Вонг прийшла в політику, отримавши місце в Сенаті на виборах 2001 року.
Після перемоги лейбористів на виборах 2007 року її призначили першим в історії міністром зі зміни клімату Австралії, яка представляла країну на знаменній Конференції ООН зі зміни клімату 2009 року в Копенгагені. Після виборів 2010 року Вонг перемістили на посаду міністра фінансів і дерегуляції, а в червні 2013 року її колеги обрали лідером уряду в Сенаті. Після поразки лейбористів на виборах 2013 року Вонг обіймала кілька посад у тіньових кабінетах Білла Шортена та Ентоні Альбанезе, весь час обіймаючи посаду лідера опозиції в Сенаті. Після перемоги лейбористів на виборах 2022 року Вонг була призначена міністром закордонних справ і відновила свою роль лідера уряду в Сенаті.
У 2008 році вона стала першою азійською австралійкою в австралійському кабінеті.  Вона також була першою жінкою, відкритою ЛГБТІ, членом федерального парламенту Австралії, і відіграла важливу роль у легалізації одностатевих шлюбів в Австралії в 2017 році, скасувавши свою попередню підтримку політики Лейбористської партії, яка виступала проти цього.
6 березня 2024 року Вонг стала найдовшою жінкою-міністром кабінету міністрів в історії австралійського парламенту. Кілька опитувань незмінно визнали Вонг політиком, якому найбільше довіряють в Австралії.